# Вилхелм Вестмайер
Вилхелм Вестмайер (* 11 февруари 1829 в Ибург; † 3 септември 1880 в Бон) е немски композитор и пианист. Пише както църковна музика и опери, така и детски песни. Отдава голямо влияние на военната музика.

## Биография

### Произход и образование
Вилхелм Вестмайер е роден на 11 февруари 1992 г. като първо дете на майстора на каруци Йохан Бернард Хайнрих Вестмайер (1803–1856). Майка му е Мария Елизабет Вестмайер (1802–1866). Неговата родна къща на Оснабрюкска улица 16 в Ибург е все още запазена. Вилхелм Вестмайер има петима братя и една сестра. Семейството живее в мир, трима от братята му решават да емигрират от страната. Йосиф Карл Хайнрих Вестмайер се премества 1857 в САЩ, Антон Хайнрих Вестмайер емигрира 1858 в Холандия и се препитава като търговец в Амстердам. Герхард Карл Вестмайер се заселва 1862 в Лондон.
Посещава училището в Ибург. Още от рано взема уроци по пиано от лекаря Аугустин Ламби, баща на съученика му Алфред Ламби (1829–1900). След приключване на училището, Вестмайер започва обучение за шлосер в Оснабрюк. Карл Клайн, органист на оснабрюкския дом „Свети Петър“ и учител по пиано, силно се заинтересува от Вестмайер. Грижи се за това той да посещава гимназията Каролинум. Родителите се съгласяват. Временно Вестмайер живее при Клайн, който му дава уроци по музика. През 1847 Вестмайер напуска гимназията, без да положи матура и заминава за Лайпциг.

### Следване в Лайпциг
През септември 1847 година в Музикалната консерватория в Лайпциг той завършва своето следване. Там учи заедно с други под ръководството на Мориц Хауптман и Игнац Мошелец. Финансово е подпомогнат чрез стипендия от Ернст Август I. Синът му Георг V (който по това време е кронпринц) подпомага с още 50 жълтици. През 1849 Вилхелм посвещава някои композиции на кронпринца и жена му Мария. Заради холера той приключва следването си в Лайпциг и временно живее в замъка Чеплин по покана на граф Клеменс Аугуст Бруно фон Менгерсен. В края на 1850 той се връща обратно в Лайпциг. Освен следването, той взема частни уроци по композиране при Йохан Кристиан Лобе, при когото и живее. През 1851 кралската стипедия не е продължена. Вилхелм участва като пианист в концерти на саксонски благороднически дворове. Така опитва да изкарва прехраната си. Вестмайер влиза в противоречие с консерваторията и не завършва своето следване.

### От Виена към Бон
През 1855 г. престоят му в Берлин е напълно платен от неговата първа опера „Аманда или графиня и селянка“. През 1856 комедийната опера е представена в театър Кобург, а през 1858 — в Градския театър в Лайпциг. В Щауниц той няколко години подред е гост на граф Лудвих фон Цемен и жена му Виктори Геновева. Там композира операта „Гората при Херманщад“, чието либрето пише домакинът му. Дебютът ѝ е на 3 април 1859 в Лайпциг. Излизат множество публикации във вестник Лайпциг, музикалния вестник на берлинчани, и в други. Спектакълът се радва на публика също в Берлин, Дрезден и Прага. Както Жак Офенбах признава на Вестмайер, не е ясно дали операта е представена и в Париж.
Между 1862 и 1866 година Вестмайер живее в Дрезден, в жилището на барон Цемен, на централния площад. През 1863 той участва в концерт в родния си град Ибург. Певица тогава е Луиза Хилтерман.
През 1869 Вилхелм се мести във Виена и живее в различни хотели. В града живо се интересува от строежа на нова консерватория по военна музика, която обаче рухва.
Заради проблеми със здравето си той напуска Виена в началото на 1880 и постъпва в клиника за сърдечноболни в Бон. Там той умира през септември 1880. По поръчение на брат му Антон Вестмайер, Вилхелм е погребан в Старото гробище на Бон.

## Творби

### Опери
- Аманда или графиня и селянка, комедийна опера, премиера на 29 май 1856 в Колбург
- Гората при Херманщад, романтична опера, премиера на 3 април 1856 в Лайпциг
- Плячкосването, комедийна опера

### Увертюри
- Увертюра, премиера октомври 1851 в Лайпциг
- Празнична увертюра
- Концерт-увертюра, премиера 1856 в Гота
- Кралска увертюра, 1878
- Концерт-увертюра „Мечтата на един младеж“

### Концертна музика
- Kyrie, премиера 20 декември 1849 в Лайпциг
- Agnus Dei, премиера 20 декември 1849 в Лайпциг
- Вокална меса, премиера 1850 в Лайпциг